# 都哈杂志
都哈杂志（Journal of developmental origins of health and disease , JDOHaD）主要刊印了在健康与疾病的发育起源（Developmental Origins of Health and Disease , DOHaD）的前沿科研成就，该杂志侧重于报道人类和动物的生命早期所处的环境以及环境和遗传因素之间的相互作用，是如何对其生命后期的生活和疾病风险产生影响。该杂志涵盖了原创性研究论文，短篇报道和综述，并与特邀嘉宾定期举办主题论坛。同时，该杂志也是会议报道以及交流观点、评论、互动的一个平台。都哈杂志（JDOHaD）内容涉及多种基础学科领域，如生理学、营养学、内分泌学与代谢、发育生物学、分子生物学和表观遗传学、人类生物学和人类学、进化发育生物学，涉及到临床医生、营养学家、流行病学家、社会科学家、经济学家、公共卫生专家及政策制定者。

## 背景

### 胎儿起源假说的提出
20世纪90年代，英国著名的临床流行病学教授 David Barker在经過一系列流行病学的研究证实后提出了“胎儿起源假说”（The fetal origins hypothesis）。胎儿起源假说认为，胎儿在怀孕中晚期营养不良，会引起其生长发育失调，从而导致晚年易患冠心病。即胎儿子宫内發生不良反应使其自身代谢和器官的组织结构发生适应性调节，如果营养不良得不到及时纠正，这种适应性调节将导致包括血管、胰腺、肝脏和肺脏等机体组织和器官在代谢结构上发生永久性改变，进而演变为成人期疾病。换而言之，人的生长发育在胎儿期就已经规划好了，又称“胎儿编程”(fetal programme) 。 

### 都哈（DOHaD）
都哈（Developmental Origins of Health and Disease , DOHaD），即健康与疾病的发育起源。主要描述生命早期（孕期和/或胎儿期，婴儿期，幼儿期）的环境变化是如何影响生命后期的健康和疾病风险的。环境因素包括父母的生活方式和饮食习惯，吸烟，肥胖和暴露于有害物质（内分泌干扰化学物/毒素），这些已被证明与疾病风险相关。这种暴露性的影响通常是呈梯度和微妙的，它们不只是干扰发育过程或诱发疾病，而且会影响个体疾病的快速发展。2000年，为了提高高危人群的早期诊断以及改善治疗方案，并为预防此类疾病制定政策、提供科学依据。DOHaD 研究中心在英国南安普顿成立。

## 同类期刊排行
该杂志在PUBLIC, ENVIRONMENTAL & OCCUPATIONAL HEALTH（公共卫生&环境&职业病）同类期刊中的影响因子排名第77位。